# Liste der Monuments historiques in Puilboreau
Die Liste der Monuments historiques in Puilboreau führt die Monuments historiques in der französischen Gemeinde Puilboreau auf.

## Liste der Objekte
| Bezeichnung   | Beschreibung | Standort                      | Kennzeichnung | Schutzstatus | Datum | Bild |
| ------------- | ------------ | ----------------------------- | ------------- | ------------ | ----- | ---- |
| Weihrauchfass | Metall       | in der Kirche St-Louis (Lage) | PM17001825    | Inscrit      | 1997  |      |